# موصور
موسوروس (بالإنجليزية: Mussaurus)‏ هو جنس منقرض من الديناصورات ضمن رتيبة صوربوديات، وهو من أوائل الديناصورات، ويقدر طوله الديناصور البالغ حوالي ثلاثة أمتار، ووزنه حوالي 120 كيلوجرام تقريبا، كان لديه رقبة طويلة وذيل طويل ورأس صغير مع فم طويل، وأيدٍ كبيرة بها خمسة أصابع مع مخلب كبير في إبهامه ومخالب أصغر في الأصابع الأخرى، سيقانه الخلفية كانت أكبر من سيقانه الأمامية.
عاش قبل حوالي 215 مليون سنة، أثناء أواخر العصر الترياسي، في البيئة الجافة شبه الصحراوية التي هي الآن جنوب الأرجنتين بأمريكا الجنوبية. يُعتقد بأن الموسوروس كان كثير الهجرة مع القطعان الأخرى.
يُعتبر آكل للنباتات، ومن المحتمل أنه كان قادراً على الوقوف على سيقانه الخلفية لكي يرعى على النباتات الطويلة مثل الصنوبريات، أسنانه الحادة أعطته الفرصة لتمزيق الأوراق القاسية في النباتات، وربما ابتلع الأحجار الصغيرة جداً والحصوات للمساعدة على هضم الأوراق القاسية والمواد النباتية الأخرى التي يأكلها، وهذه الحصوات تساعد على طحن الغذاء في المعدة.
اكتشفت أجزاء من متحجراته وجماجم له وكذلك وجد البيض المتحجر أيضاً، وهي ذات حجم حوالي البوصة الواحدة طويلا (حوالي 2.5 سنتيمتر) في منطقة سانتا كروز بالأرجنتين.